# Yod (lettre latine)
Pour les articles homonymes, voir Yod.
Le yod égyptologique ou simplement yod, aussi appelé i lenis  ou i glottal (majuscule : Ꞽ, minuscule : ꞽ), est une lettre additionnelle latine utilisée dans la translittération de l’égyptien ancien et la translittération de l’ougaritique.
Robert M. Ritter décrit la lettre comme étant un alef/lenis combiné à un i.

## Utilisation

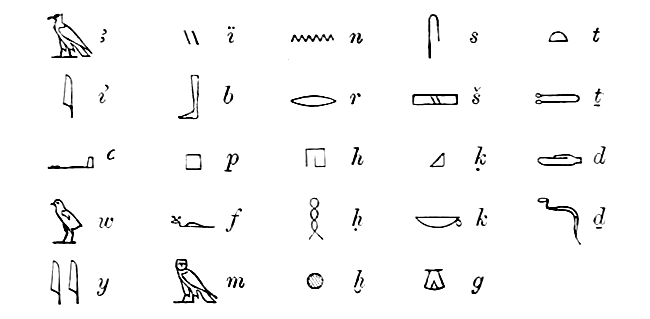
Table de translittération des hiéroglyphes égyptiens du Zeitschrift für ägyptische Sprache und Alterthumskunde de 1889.

Les égyptologues utilisent cette lettre pour transcrire le yod ‹ 𓇋 ›, représentant une voyelle initiale ou finale, ou une consonne spirante palatale voisée [j], dont notamment dans Zeitschrift für Ägyptische Sprache und Altertumskunde dès 1889 (remplaçant le ȧ utilisé auparavant) ou par Alan Henderson Gardiner dans Egyptian Grammar publié en 1927, : 
| i |

La lettre j ‹ J, j › est aussi parfois utilisée à sa place, par certains auteurs, pour représenter le hiéroglyphe égyptien yod,,,.

## Représentations informatiques
Pour des raisons techniques historiques, il n’y a pas eu de caractères informatiques bien définis pour représenter le yod égyptologique avant la version 12.0 d’Unicode. Les égyptologues utilisent les caractères ou séquences de caractères i crochet ‹ Ỉ, ỉ ›, i demi-rond droit ‹ I͗, ʾI, i͗ › ou i virgule suscrite ‹ I̓, i̓ ›, ou encore i psili pneumata ‹ I᷎, i᷎ ›,, si ce n’est pas des caractères non standardisés nécessitant une police de caractères donnée.
Le yod ou I glottal peut être représenté avec les caractères Unicode (latin étendu D) suivants :
| formes    | représentations | chaînes de caractères | points de code | descriptions                      |
| --------- | --------------- | --------------------- | -------------- | --------------------------------- |
| majuscule | Ꞽ               | Ꞽ                     | U+A7BC         | lettre majuscule latine i glottal |
| minuscule | ꞽ               | ꞽ                     | U+A7BD         | lettre minuscule latine i glottal |